# D-웨이브 시스템

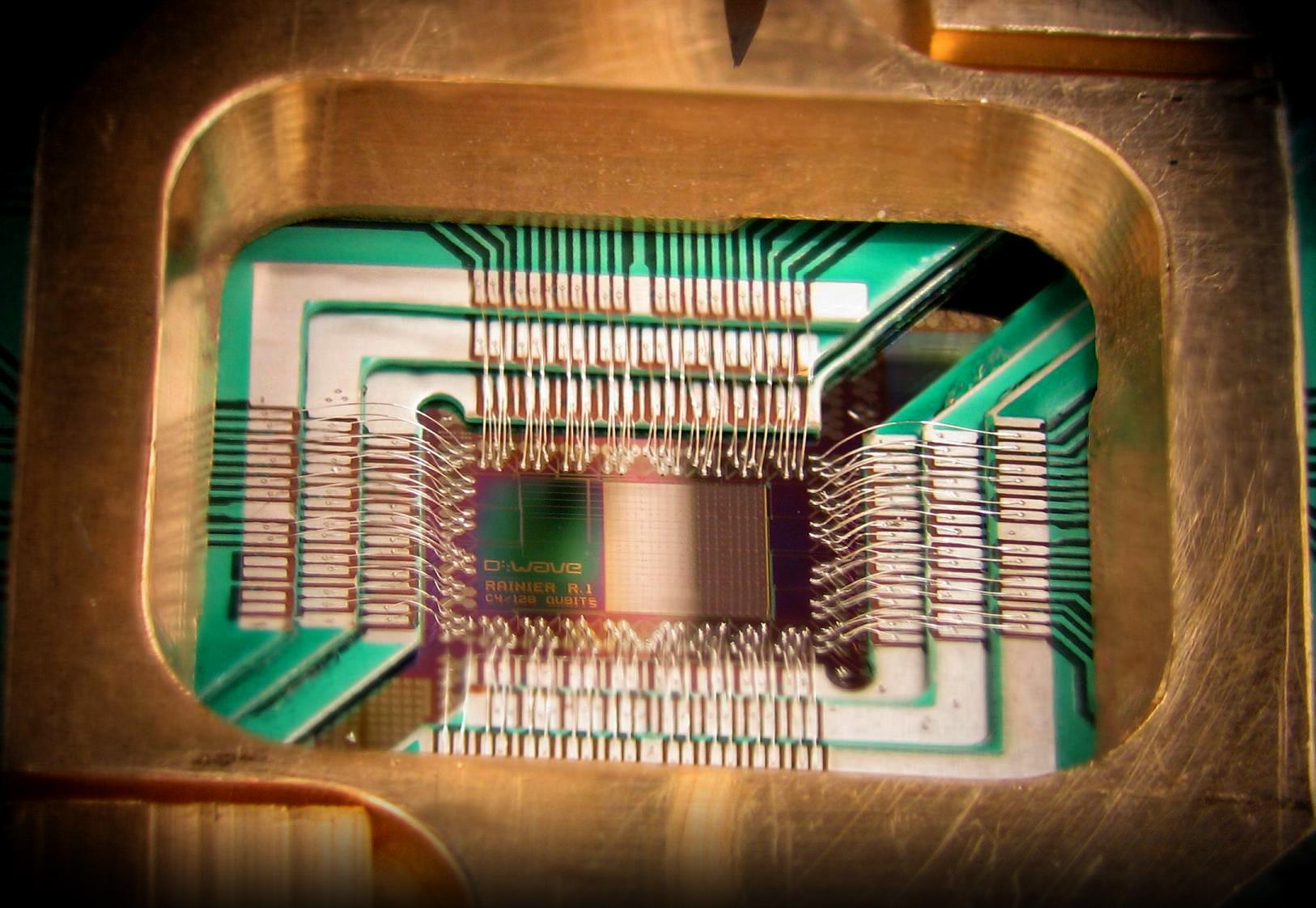

D-웨이브 시스템(D-Wave Systems,Inc.)은 캐나다의 하드웨어 기업이다. 양자 컴퓨팅을 주 사업 대상으로 하며, D-웨이브 양자 컴퓨터를 판매한다. D-Wave One 은 최초로 프로토타입된 양자 컴퓨터이다. D-Wave One의 프로토 타입은 16큐 비트 양자 프로세서를 이용한다.

## 같이 보기
- 아날로그 컴퓨터